# Галахов, Александр Павлович
Про его деда см. Галахов, Александр Павлович (1739)
Алекса́ндр Па́влович Гала́хов (1802— 23 ноября 1863) — генерал-лейтенант, генерал-адъютант (6 сентября 1852) русской императорской армии, в 1847-56 гг. санкт-петербургский обер-полицмейстер. Внук А. П. Галахова.

## Биография
Александр Галахов родился 10 сентября 1802 года во Франкфурте-на-Майне. Сын действительного статского советника Павла Александровича Галахова (1776—1838) от первого брака с Варварой Федоровной Васильевой (1777—15.03.1812; умерла от чахотки), племянницей графа А. И. Васильева.
Образование получил в Лицейском благородном пансионе. 12 ноября 1820 года поступил на военную службу корнетом в Лейб-гвардии Конный полк. В чине поручика участвовал в подавлении выступления декабристов на Сенатской площади и был ранен.
25 декабря 1829 года вышел в отставку с чином ротмистра. 30 июня 1831 года вновь поступил на службу штабс-ротмистром в тот же полк. В 1832 году был произведен в ротмистры, 8 января 1837 года — в полковники. 25 июня 1841 года был пожалован во флигель-адъютанты.
7 апреля 1846 года был произведен в генерал-майоры с зачислением в Свиту Его Величества и в этом же году командирован в Витебскую губернию «для обозрения мер, принятых к обеспечению народного продовольствия и прочих сопряженных с этим обстоятельств и видов».
Галахов был назначен столичным обер-полицмейстером 1 мая 1847 года. В этот период был награждён орденом Св. Георгия 4-й степени (№ 8157; 26 ноября 1849). При нём возник обычай называть улицы столицы в честь провинциальных городов. Во время известной экзекуции петрашевцев на Семёновском плацу зачитывал указ о замене смертной казни ссылкой в Сибирь.  По свидетельству современника,
Слава Галахова гремела даже в провинции, и еще в детстве я слышал множество рассказов не только о его распорядительности, строгости и бесцеремонности его обращения с публикою, но даже и о его замечательном голосе, который будто бы узнают за несколько улиц.
Галахов не был любим столичными жителями из-за своей жестокости. Любил присутствовать при наказании преступников и «если находил, что палач щадит наказуемого, мог повторить экзекуцию, прописав плети самому палачу». После смерти своего покровителя Николая I уволен от должности обер-полицмейстера (25.11.1856) в чине генерал-лейтенанта.
По словам князя П. В. Долгорукова, про Галахова говорили, играя французским словом esprit, что он «не был остроумен, но был преисполнен спирта, и когда его сменили с обер-полицмейстерства, но насмешники уверяли, что он будет назначен генерал-губернатором на остров Мадеру или по крайней мере в город Херес».
В ноябре 1856 года вместе с семьей выехал для лечения за границу, где скончался от апоплексического удара 23 ноября 1863 года. Похоронен на лютеранском кладбище Святой Троицы в Дрездене.
Жена — София Петровна Мятлева (ум. после 1856), дочь сенатора П. В. Мятлева и сестра известного стихотворца. По отзыву Л. Н. Толстого, была «сентиментальной барыней». Супруги Галаховы имели сыновей Павла (1827—1890; женат на Марии Павловне Олферьевой ) и Александра (1834—1891); и двух дочерей — Софью (13.09.1837— ? ; замужем за бароном Иваном Притвицем) и Надежду (1842—1880; в замужестве (с 28 июля 1865 года) за И. А. Половцевым).